# 北勢窩
北勢窩，是臺灣苗栗縣通霄鎮的一個傳統地域名稱，位於該鎮中部偏北。相較於今日行政區，其範圍大致包括福源里、福龍里。

## 歷史
台灣清治末期至日治初期，北勢窩地區為一街庄，稱為「北勢窩庄」，隸屬於苗栗二堡。該庄西北一小段與新埔庄為界，北與內湖島庄為鄰，東北一小段與三湖庄為界，東與四湖庄為鄰，南邊為烏眉坑庄、內湖庄、蕃社庄，西邊為通霄灣庄。
1901年（日治明治三十四年）11月，該庄隸屬於苗栗廳。1909年（明治四十二年）10月，改隸屬於新竹廳。1920年（大正九年），該庄改制為「北勢窩」大字，隸屬於新竹州苗栗郡通霄庄
戰後通霄庄改制為通霄鄉，隸屬於新竹縣，大字改制為村。1948年，通霄鄉改制為通霄鎮，村亦改制為里。1950年桃、竹、苗分治，通霄鎮改隸屬於重新成立的苗栗縣。

## 交通
國道3號又稱「福爾摩沙高速公路」，是貫穿台灣西部的兩條縱向高速公路之一，大致以東北—西南走向經過北勢窩地區東南部。境內未設交流道，但西南邊其與縣道128號交會口設有通霄交流道，由此進入可快速前往台灣西部各地。
鄉道苗31線是東和鋼鐵至番社的道路，大致以東北—西南走向蜿蜒穿越本地區，往東北轉北可前往西湖鄉二湖地區的東和鋼鐵苗栗廠與省道台1線交會，往西南可前往番社東郊與縣道128號交會。
苗35線是東四湖至烏眉坑的道路，大致以東北—西南走向蜿蜒經過本地區東部及東南部邊界地帶，往東北轉北可前往西湖鄉四湖地區與縣道119號交會，往西南可前往烏眉國小旁與縣道128號交會。